# 우리가 만난 기적
《우리가 만난 기적》은 2018년 4월 2일부터 2018년 5월 29일까지 KBS 2TV에서 방송된 한국방송공사 월화 미니시리즈이며 김현주가 맡은 선혜진 역은 당초 최지우가 낙점됐으나 결혼 때문에 불발됐다.

## 줄거리
대한민국의 평범한 한 가장이 이름과 나이만 같을 뿐 정반대의 삶을 살아온 남자의 인생을 대신 살게 되면서, 자신만의 방식으로 주변을 애틋하게 변화시키는 과정을 그린 힐링 가족 드라마.

## 등장인물

### 주요 인물
- 김명민 : A 송현철 역 (아역 김윤호) - 42세. 신화은행 강남지점 지점장
- 김현주 : 선혜진 역 (아역 배윤경) - 39세. A 송현철의 아내. 타겟페니 고객센터 직원
- 라미란 : 조연화 역 - 41세. B 송현철의 아내
- 고창석 : B 송현철 역 - 42세. 중국음식점 만호장 주방장 겸 사장
- 죠셉 리 : 금성무 역 - 36세. 글로벌마켓 타겟페니(Target Penny) 한국지사 대표

### 지점장 A 송현철의 가족과 주변 인물
- 윤석화 : 황금녀 역 - 64세. A 송현철의 어머니
- 황보라 : 송사란 역 - 38세. A 송현철의 동생, 황금녀의 딸
- 서동현 : 송강호 역 - 15세. A 송현철의 큰아들. 중학교 2학년
- 김하유 : 송미호 역 - 12세. A 송현철의 막내딸. 초등학교 5학년
- 최병모 : 딱풀이(허동구) 역 - 42세. A 송현철의 배꼽 친구
- 황석정 : 임도희 역 - 40세. 선혜진의 직장 동료. 타겟페니 고객센터 직원

### 주방장 B 송현철의 가족과 주변 인물
- 이도경 : 송모동 역 - 66세. B 송현철의 아버지
- 김환희 : 송지수 역 - 15세. B 송현철의 딸. 중학교 2학년
- 전석호 : 박동수 역 - 38세. 강남경찰서 교통조사계 형사 (경사)
- 김미화 : 진수 엄마 역 - 41세. 조연화의 직장 동료, 보험설계사

### 신화은행 직원들과 주변 인물
- 윤지혜 : 곽효주 역 - 35세. 강남지점 대부1팀 차장
- 정석용 : 육방우 역 - 48세. 강남지점 부지점장. 별칭 육부
- 최성원 : 하수빈 역 - 34세. 강남지점 대리
- 이무생 : 김충만 역 - 40세. 강남지점 차장
- 박근록 : 박종원 역 - 38세. 강남지점 과장
- 정한용 : 김상조 역 - 57세. 신화은행 행장
- 박성근 : 우장춘 역 - 54세. 반포지점 지점장 → 본점 인사부장

### 신계의 인물
- 김종인 : 아토 역 - 나이 미상. 신계 영업팀 신참
- 김재용 : 마오 역 - 나이 미상. 신계 근위수석. 11,894명의 인격을 가짐.

### 그 외 인물
- 박민지 : 유하정 역
- 이봄소리 : 서희주 주임 역
- 김홍교
- 한정국 : 이순오 회장 역
- 김형찬
- 구교익 : 조 실장 역
- 신병수
- 조수혁
- 김종호
- 조승연
- 김수홍
- 최종민
- 이종렬
- 전준우
- 오진하
- 안종권
- 민대식
- 한지은
- 배경민
- 이희은
- 김여경
- 최진우
- 김지환
- 이상훈 : 오 형사 역
- 윤영주
- 유필란
- 깅충훈
- 첨샘
- 하은
- 김찬이
- 김진성 : 임호탁 역 - 송강호의 친구
- 장재원 : 허태원 역 - 송강호의 친구
- 이은샘 : 영주 역 - 송지수의 친구
- 안창환 : 탁만식 역 - 담임 & 학생주임
- 최교식 : 자동차 정비사 역
- 김기남 : 박수무당 역
- 서영삼
- 김재일
- 임호준
- 이중렬
- 김진구
- 임재근
- 박귀순 : 스님 역
- 정호
- 백경민
- 김동민
- 이희민
- 김수정
- 레이 양 : 트레이너 역
- 김재경 : 마오 인격 중 하나 역
- 이원진
- 박용
- 김형찬
- 이우신

### 특별출연
- 김원해 : 장의사 역 (1, 3, 8회)
- 김수로 : 신부 역 (3, 11회)
- 윤다훈 : 서민준 역 - 마오가 빙의한 의사 (8회)
- 정상훈 : 드라마PD 역 (9회)
- 박준규 : B 송현철의 아는 형님 (9, 10회)
- 김민종 : 시사 프로그램 진행자 김만종 역 (11회)

## 수상 경력
- 2018년 KBS 연기대상 김명민 - 네티즌상 / 베스트 커플상 / 대상
- 2018년 KBS 연기대상 라미란 - 베스트 커플상 / 중편드라마 부문 여자 우수상
- 2018년 KBS 연기대상 김환희 - 여자 청소년 연기상

## 시청률
최저 시청률과 최고 시청률은 시청률 조사회사와 지역별로 시청률에 차이가 있을 수 있습니다.
| 2018년      | 2018년      | 2018년                                                  | 2018년         | 2018년       | 2018년         | 2018년       |
| 회차        | 방송일      | 부제 (서브 타이틀)                                      | TNmS 시청률    | TNmS 시청률  | AGB 시청률     | AGB 시청률   |
| 회차        | 방송일      | 부제 (서브 타이틀)                                      | 대한민국(전국) | 서울(수도권) | 대한민국(전국) | 서울(수도권) |
| ----------- | ----------- | ------------------------------------------------------- | -------------- | ------------ | -------------- | ------------ |
| 제1회       | 4월 2일     | 두 송패밀리 Two Families                                | 7.2%           | 7.5%         | 8.2%           | 8.4%         |
| 제2회       | 4월 3일     | 육체 임대 Body Rent                                     | 7.4%           | 7.8%         | 9.2%           | 9.6%         |
| 제3회       | 4월 9일     | 미안해요 I'm sorry..                                    | 9.6%           | 10.0%        | 11.2%          | 11.6%        |
| 제4회       | 4월 10일    | 정체 Identity                                           | 9.6%           | 9.8%         | 10.9%          | 11.1%        |
| 제5회       | 4월 16일    | 나를 파괴한 나 Me, Who Destroys me                      | 10.1%          | 10.2%        | 11.5%          | 11.5%        |
| 제6회       | 4월 17일    | 헬프 미 Help me                                         | 9.6%           | 9.7%         | 10.5%          | 10.7%        |
| 제7회       | 4월 23일    | 송현철 되기 Being Himself                               | 9.4%           | 9.5%         | 9.7%           | 9.3%         |
| 제8회       | 4월 24일    | 이 말 밖에는... Only This Words                         | 10.4%          | 10.6%        | 10.5%          | 10.4%        |
| 제9회       | 4월 30일    | 돌아갈 수 없는 지점 Point of No return                  | 9.6%           | 10.1%        | 11.9%          | 12.4%        |
| 제10회      | 5월 1일     | 신의 선물 The Present of God                            | 10.8%          | 11.2%        | 11.9%          | 12.3%        |
| 제11회      | 5월 7일     | 세 사람 Love Triangle                                   | 9.6%           | 9.7%         | 11.4%          | 11.5%        |
| 제12회      | 5월 8일     | 내 남편의 아내 My husband's wife                        | 10.0%          | 10.1%        | 11.5%          | 11.4%        |
| 제13회      | 5월 14일    | 가지마요... If You Leave me Now                         | 9.2%           | 9.3%         | 10.8%          | 10.4%        |
| 제14회      | 5월 15일    | 돌아온 송현철 He Comes Back!                            | 9.3%           | 9.4%         | 10.9%          | 10.8%        |
| 제15회      | 5월 21일    | 그는 다른 사람입니다 He is a different person           | 9.7%           | 9.8%         | 10.4%          | 10.3%        |
| 제16회      | 5월 22일    | 진실의 방아쇠 The trigger of truth                      | 8.9%           | 9.1%         | 11.5%          | 11.2%        |
| 제17회      | 5월 28일    | 운명이 역동이다 Destiny Changes                         | 11.6%          | 12.2%        | 12.6%          | 13.0%        |
| 제18회      | 5월 29일    | 우리가 만난 기적 (최종회) The Miracle we meet (The End) | 11.4%          | 11.8%        | 13.1%          | 13.5%        |
| 평균 시청률 | 평균 시청률 | 평균 시청률                                             | 9.6%           | 9.9%         | 11.0%          | 11.1%        |

## 동시간대 드라마
- MBC 월화 미니시리즈

《위대한 유혹자》 (2018년 3월 12일 ~ 2018년 5월 1일)
《미치겠다, 너땜에!》 (2018년 5월 7일 ~ 2018년 5월 8일)
《검법남녀》 (2018년 5월 14일 ~ 2018년 7월 17일)
- SBS 월화 미니시리즈

《키스 먼저 할까요》 (2018년 2월 20일 ~ 2018년 4월 24일)
《EXIT》 (2018년 4월 30일 ~ 2018년 5월 1일)
《기름진 멜로》 (2018년 5월 7일 ~ 2018년 7월 17일)

## 같이 보기
- 대한민국의 텔레비전 드라마 목록 (ㅇ)
- 2018년 대한민국의 텔레비전 드라마 목록